# 渚園
渚園（なぎさえん）は、静岡県浜松市中央区舞阪町弁天島にある公園である。もともとは塩田と呼ばれた、塩を作る場所であったが後に整備された。

## 歴史
渚園は昭和21年12月13日に埋立工事が開始され、昭和22年3月に火入式を行ったがわずか、2ヶ月後に火災にあい製塩施設は焼失。その後再建されず、放置された。その後昭和40年代になり現在の状態にされた。当時ランド方式により、大規模総合観光開発を目したが、いずれも成功せず、浜名湖体験学習施設ウォットや野外体育施設を建設し現在に至る。

## 主な施設
- テニスコート
- 野球場・ソフトボール場
- 運動場
- キャンプ場
- 浜名湖体験学習施設ウォット

など

## コンサートを開催したアーティスト
- 浜田省吾（1988年8月20日）「A PLACE IN THE SUN at 渚園」
- JT スーパーサウンド 出演アーティスト 久保田利伸 米米クラブ AMAZONS（1990年8月11日）
- B'z（1993年7月31日、8月1日・2003年9月20日、21日）「B'z LIVE-GYM Pleasure '93 JAP THE RIPPER」、「B'z LIVE-GYM The Final Pleasure IT'S SHOWTIME!!」
- TUBE（1996年9月14日）「明治生命フレッシュライフ TUBE LIVE AROUND SPECIAL '96 ONLY GOOD SUMMER」
- サザンオールスターズ（1998年8月8日、9日）「1998 夏 サザンオールスターズ スーパーライブ in 渚園 モロ出し祭り 〜過剰サービスに鰻はネットリ父ウットリ〜」
- ONE OK ROCK（2016年9月10日、11日）

## 所在地
- 静岡県浜松市西区舞阪町弁天島5005-1

## 交通
鉄道
- JR東海道本線 弁天島駅より徒歩10分。

自動車
- 東名高速道路 浜松西ICから約25分。
- 駐車場：600台